# Starkregen

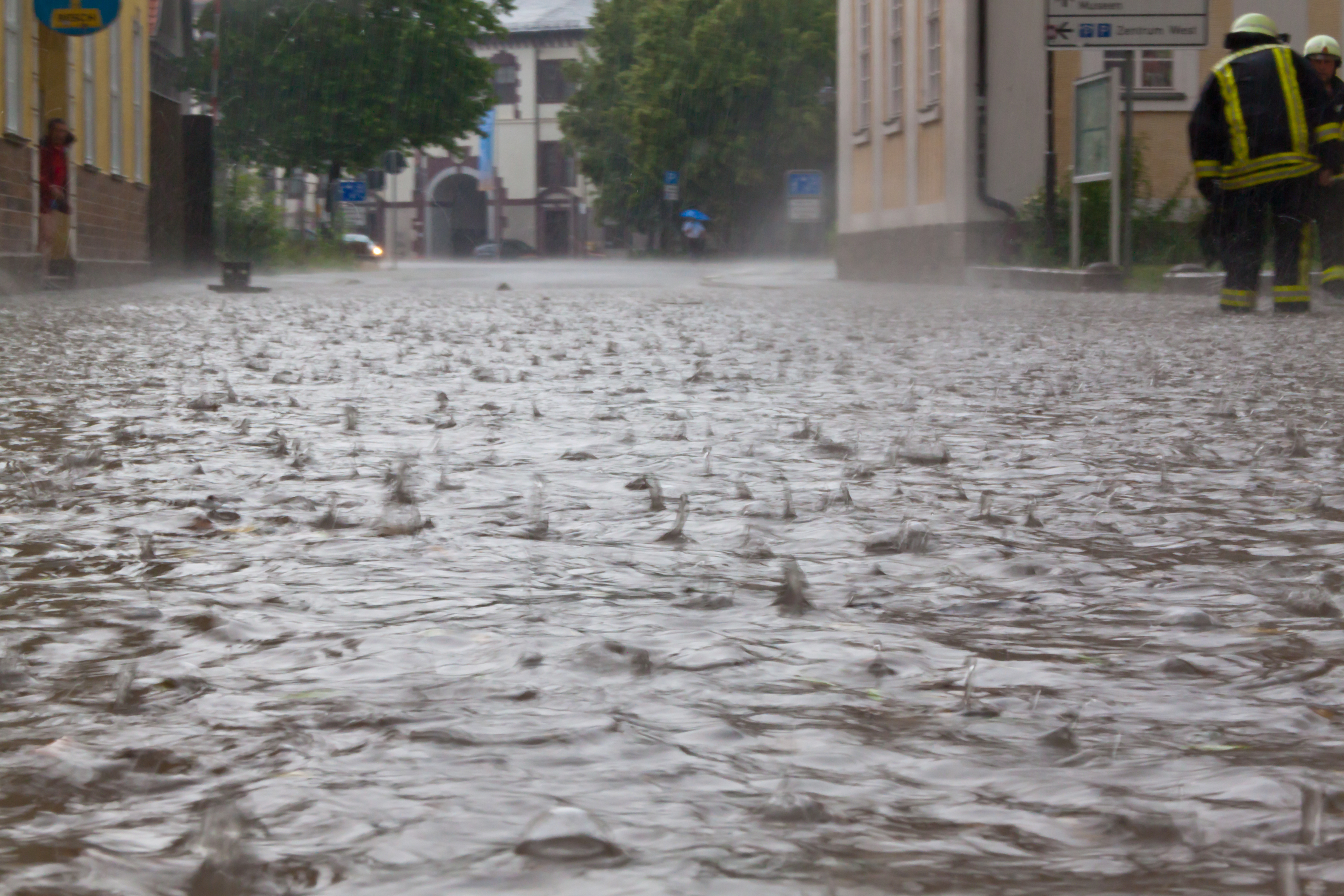
Starkregenereignis in Meiningen am 9. Juni 2018, Überschwemmungen in der Klostergasse

Als Starkregen werden Extremniederschlagsereignisse bezeichnet, bei denen im Verhältnis zur Dauer des Ereignisses große Regenmengen fallen.
Als Folge kann es zu Sturzfluten kommen. Das Gefährdungspotential besteht an jedem Ort und wird häufig unterschätzt.

## Definitionen
Niederschlagsereignisse werden im Allgemeinen durch die drei Parameter Regendauer, Regenhöhe und Wiederkehrzeit definiert.
Im Fall von Starkregen sind die Niederschlagsdauern, -mengen und -intensitäten nicht fachübergreifend definiert, sondern richten sich nach den jeweils zu untersuchenden Prozessen und deren Skalen.

### Definition des Deutschen Wetterdiensts
Der Deutsche Wetterdienst unterscheidet 3 Warnstufen für Starkregenereignisse, für die absolute Schwellenwerte nach Dauer und Niederschlagshöhe definiert sind:
| Warnstufe                     | Regenmenge       | Regenmenge        |
| Warnstufe                     | in 1 Stunde      | oder in 6 Stunden |
| ----------------------------- | ---------------- | ----------------- |
| Warnung vor markantem Wetter  | 15 bis 25 l/m2   | 20 bis 35 l/m2    |
| Warnung vor Unwetter          | > 25 bis 40 l/m2 | > 35 bis 60 l/m2  |
| Warnung vor extremem Unwetter | > 40 l/m2        | > 60 l/m2         |

1 l/m2 entspricht einer Niederschlagshöhe von 1 mm, da
{\displaystyle 1\,{\text{Liter}}=1.000.000\,{\text{mm}}^{3}=1000\,{\text{cm}}^{3}=1\,{\text{dm}}^{3}=0,001\,{\text{m}}^{3}}
und
{\displaystyle 1\,{\text{m}}^{2}=1.000.000\,{\text{mm}}^{2}=10.000\,{\text{cm}}^{2}=100\,{\text{dm}}^{2}}.

### Starkregenindex
Die Einführung eines dimensionslosen Starkregenindex (SRI) intendiert mit 12 Warnstufen eine verständlichere Risikokommunikation. Er basiert bis Warnstufe 7 auf der dauerstufenabhängigen Wiederkehrzeit; die Warnstufen 7-12 beschreiben „extremen Starkregen“ mit einer Wiederkehrzeit größer 100 Jahre.
Stand 2024 ist der Starkregenindex jedoch nicht umfänglich in der Fachwelt und der Risikokommunikation etabliert.

## Vorkommen und Entstehung

### Entstehung
Starkregenereignisse treten in Deutschland vor allem im Sommerhalbjahr von Mai bis September am Nachmittag und Abend auf; häufig in Verbindung mit Sommer-Gewittern.
In diesem Fall handelt es sich um konvektive Niederschlagsereignisse. Durch die Erwärmung am Boden erhalten Luftmassen einen vertikalen Auftrieb, der bei einer hochreichenden instabilen Schichtung der Atmosphäre zu hoher Kondensation und der Bildung von (Cumulonimbus)-Wolken mit großer vertikaler Ausdehnung von bis zu 12 km und einem starken Niederschlags- und Gewitterpotential führt.

### Vorkommen in Deutschland
Von Starkregenereignisse sind alle Regionen Deutschlands betroffen. Statistisch gesehen sind innerhalb Deutschlands die Bundesländer Baden-Württemberg, Sachsen und Bayern und vor allem der Alpenraum, sowie Ballungsräume am häufigsten von Starkregenereignissen betroffen.
Vor allem kleinräumige Starkregenereignisse treten jedoch ohne räumlichen Schwerpunkt über ganz Deutschland verteilt auf.
Jeder Ort in Deutschland kann also mit einem Starkregenereignis mit potentiell hohem Gefährdungsrisiko konfrontiert werden.

## Folgen, Gefahren und Schäden

### Risikofaktoren
Das Gefährdungspotenzial eines Starkregenereignisses hängt neben der Regenmenge von verschiedenen Faktoren ab; die gleiche Regenmenge pro Zeiteinheit und Gebietsgröße kann sehr verschieden schwere Auswirkungen zeigen.
Zu diesen Faktoren gehören u. a. die Bodenbeschaffenheit und die sich daraus ergebende Infiltrationsrate, Geologie- und Reliefeigenschaften, die Landnutzung und Siedlungsstruktur. Des Weiteren sind die Vorfeuchte des Bodens und, im Fall von urbanen Räumen, die Leistungsfähigkeit und Vorbelastung der kommunalen Abwassersysteme zu beachten.

### Sturzfluten
In Folge eines Starkregenereignisses kann es zu Sturzfluten und Überschwemmungen kommen, die im Gegensatz zu Flusshochwasser sehr plötzlich und theoretisch an jedem Ort auftreten können. Diese können einhergehen mit Bodenerosionserscheinungen und dem Transport von Nähr- und Schadstoffen.
In hügeligen oder bergigen Gegenden können auch Gebiete betroffen sein, in denen kein Starkregenereignis aufgetreten ist.
Neben der reinen Wassermenge kann auch die Kraft der Wassermassen, z. B. durch mitgerissenes Treibgut, große Schäden anrichten.
In Bergregionen kann ein Starkregenereignis darüber hinaus eine Schlammlawine auslösen.
Siehe auch: Sturzflut

### Materielle Schäden
Neben den Schäden durch abfließendes oder gestautes Oberflächenwasser, z. B. überflutete Straßen und Unterführungen und vollgelaufene Keller, können an der Infrastruktur auch Schäden durch Sicker- und Stauwasser, Kanalrückstau und eine Überlastung der Dachentwässerung entstehen.
Die Kosten der sich aus lokalen Überflutungsereignissen ergebenden Flutschäden liegen typischerweise im vier- bis sechsstelligen Bereich. Experten gehen davon aus, dass die finanziellen Gesamtschäden solcher Ereignisse aufsummiert in einer ähnlichen Größenordnung liegen wie die Millionenschäden der selteneren Flusshochwasser.
Im Zeitraum von 2000 bis 2017 sind nach Aussage des Gesamtverbandes der Deutschen Versicherungswirtschaft
(GDV) durch Starkregenereignisse Schäden an Wohngebäuden in der Höhe von 6,7 Milliarden Euro entstanden.

### Starkregen und Flusshochwasser
Sturzfluten infolge Starkregen und Flusshochwasser unterscheiden sich in der Regel in der Entstehung, der Dauer und der unterschiedlichen räumlichen Ausprägung.
Die Gefahren von lokalen Sturzfluten infolge von Starkregenereignissen können somit nicht durch die bestehenden Hochwassergefahrenkarten abgebildet werden.
Starkregenereignisse können darüber hinaus auch Einfluss auf Flusshochwassergeschehen nehmen. Der Zusammenhang zwischen einem Starkregenereignis an einem Ort und gemessenen Pegelständen entlang des Flusslaufs stellt sich als komplex dar.

### Starkregen und Abwasser
Bei Starkregen gelangen Kläranlagen oft an ihre Kapazitätsgrenzen. Infolge wird Abwasser aus Mischsystemen meist ungeklärt in Fließgewässer abgeleitet, was negative Folgen für die aquatischen Ökosysteme nach sich ziehen kann. Auch die Trinkwasserqualität kann im schlimmsten Fall darunter leiden und vom baden in Gewässern wird nach Starkregenereignissen wegen der möglicherweise erhöhten Infektionsgefahr abgeraten.

## Messung und Vorhersage

### Messung
Niederschlag wird vorwiegend mit Niederschlagsmessern erfasst. Die räumliche und zeitliche Auflösung des Messnetzes des Deutschen Wetterdiensts ist zu gering, um alle Niederschlagsereignisse in Echtzeit zu erfassen. Dies gilt auch vor allem, auf Grund ihrer Kleinräumigkeit, für Starkregenereignisse.
Eine Erfassung flächendeckender, räumlicher Niederschlagsverteilung ermöglichen Niederschlagsradare und satellitengetragene Instrumente. Die Radarmessung von Niederschlagsintensitäten ist allerdings mit großen Unsicherheiten behaftet, die nur zum Teil durch eine Aneichung an die Daten des Bodennetzes ausgeglichen werden kann.

### Vorhersage von Starkregen und möglicher Folgen
Eine längerfristige Niederschlagsvorhersage über einen Zeitraum größer als wenige Stunden im Voraus erfordert eine gesamte numerische Wettervorhersage, welche auf physikalischen Modellen basiert. Die Niederschlagsvorhersage im Allgemeinen ist hierbei im Vergleich zu anderen Wetterelementen mit den größten Unsicherheiten behaftet.
Aufgrund der für die numerische Wettervorhersage nötigen Parametrisierung ergibt sich vor allem für sehr kleinräumige und sich schnell entwickelnde Prozesse wie Starkregen und Gewitter eine große Unsicherheit.
Eine Warnung vor Starkregen und dessen Folgen kann also meist nur sehr kurzfristig im Rahmen des radarbasierten Nowcastings erfolgen.
Das Grundprinzip liegt hierbei darin, aus aktuellen Messdaten und Informationen zur Verlagerung von Niederschlagsgebieten auf die sehr nahe Zukunft (ca. ein bis zwei Stunden) zu schließen. Insbesondere für konvektive Niederschläge ist allerdings auch hier die Vorhersagefähigkeit für eine Vorhersagezeit größer als 30 Minuten nur noch sehr gering. Räumlich genaue und quantitativ gute Vorhersagen werden demnach meist nur für einen kurzen Zeitraum von unter einer Stunde erreicht. Für längere Vorhersagezeitäume müssen daher parallel zum Radar-Nowcast auch die Simulationen dynamischer Wettermodelle berücksichtigt werden.
Als Alternative zu herkömmlichen Verfahren des Nowcastings haben sich in den letzten Jahren Deep Learning Modelle etabliert. Obwohl das Potential im Anwendungsbereich von Frühwarnsystemen groß ist, fällt bisherigen Modellen das Nowcasting von Starkniederschlägen noch schwer. Ein zielgenaueres Training der DL-Modelle in Hinblick auf Starkniederschläge ist Gegenstand aktueller Forschung.
Basierend auf der Niederschlagsvorhersage gibt es verschiedene, bereits etablierte numerisch-physikalische Modelle, um die Fließprozesse vorherzusagen.
Im Sinne einer kürzeren Vorhersagedauer können empirische Hochwassermodelle, welche die Methode des Deep Learnings nutzen, im Vergleich zu konventionellen physikalischen Modellen eine Rechenzeitverkürzung ermöglichen.
Ein System von Modellen, das eine Ensembleprognose garantieren kann, die alle möglichen Folgen eines Starkregenereignisses voraussagt, ist noch Gegenstand der aktuellen Forschung.

## Starkregen und Klimawandel
Nach dem sechsten Sachstandsbericht des Weltklimarates IPCC ist es „sehr wahrscheinlich“, dass in Folge des menschengemachten Klimawandels über den meisten Landmassen der Erde extreme Niederschlagsereignisse häufiger und stärker auftreten werden. Für Europa wird eine Zunahme und Intensivierung extremer Niederschläge für eine globale Erwärmung von 2 °C als „wahrscheinlich“ und über 2 °C als „sehr wahrscheinlich“ eingestuft.
Für eine statistische Betrachtung ausreichend lange Zeitreihen zum Niederschlag in Deutschland liegen nur in Form von Punktmessungen durch Regenmesser vor. Da Niederschlag, und insbesondere Starkniederschlag, zeitlich und räumlich begrenzt auftritt, ist die Aussagekraft dieser Punktmessungen für belastbare deutschlandweite Trends eingeschränkt. In Zukunft können hier flächendeckende Radardaten Abhilfe schaffen.
Aussagen über potentielle Trends können über den Zusammenhang von Temperatur und Niederschlag gewonnen werden. Nach der Clausius-Clapeyron-Gleichung steigt mit der Temperatur auch das Starkregenpotential einer Luftmasse, da warme Luft mehr Wasserdampf aufnehmen kann. Auf Basis dessen ist mit steigender Temperatur mit einer Zunahme konvektiver Niederschläge auf Kosten stratiformen Regens zu rechnen. Dieser Temperatureffekt kann allerdings von großräumigen Wetterlagen überlagert werden.
Trotz bestehender Unsicherheiten prognostizieren viele Studien und Klimamodelle für Deutschland eine Zunahme der Extremwetterlagen mit Starkregen und Sturzfluten.
Hierbei schließen sich das mit dem Klimawandel vermehrte Auftreten von sommerlicher Trockenheit und eine Zunahme von konvektivem Starkregen nicht aus. So stellte z. B. 2018 eines der trockensten Jahre seit Beginn der Wetteraufzeichnung in Deutschland dar; gleichzeitig wurden für dieses Jahr aber auch die bis dahin meisten Starkniederschlagsereignisse erfasst.
Laut der Klimawissenschaftlerin Sonia Seneviratne von der ETH Zürich ist es bereits erwiesen, dass die Starkniederschläge weltweit intensiver geworden sind und häufiger auftreten.